# 江南市立古知野北小学校
江南市立古知野北小学校（こうなんしりつ こちのきたしょうがっこう）は愛知県江南市和田町にある公立の小学校。通称「古北」（こきた）

## 沿革
- 1873年（明治6年）
  - 11月12日 - 丹羽郡和田勝佐村に和斉学校が開校。十王堂を仮校舎とする。和田勝佐村、斉藤村の児童が通学する。
  - 10月 - 民家を買い上げ、校舎とする。
- 1876年（明治9年）
  - 4月 - 和勝学校に改称する。
  - 7月 - 斉藤村に斉藤学校が開校し、和斉学校から離脱。
- 1887年（明治20年）
  - 4月 - 尋常小学和田勝佐学校に改称する。
  - 8月 - 中般若村、下般若村が南山名学校校区から尋常小学和田勝佐学校校区に移る。
- 1889年（明治22年）10月1日 - 中般若村、下般若村、和田勝佐村が合併し、和勝村が発足。
- 1892年（明治25年）4月 - 和勝尋常小学校に改称する。
- 1894年（明治27年） - 校舎を増築する。
- 1905年（明治38年） - 校舎を増築する。
- 1906年（明治39年）5月1日 - 古知野町、両高屋村、旭村、東野村、和勝村、及び栄村の一部、秋津村の一部と合併し、改めて古知野町が発足。同時に古知野第三尋常小学校に改称する。
- 1911年（明治44年） - 校舎を増築する。
- 1921年（大正10年）
  - 3月25日 - 高等科を設置し、古知野第三尋常高等小学校に改称する。
  - 4月15日 - 古知野北尋常高等小学校に改称する。
- 1941年（昭和16年）4月1日 - 愛知県丹羽郡古知野町立古知野町北国民学校に改称する。
- 1947年（昭和22年）4月1日 - 古知野町立古知野北小学校に改称。古知野町立古知野中学校校区に属する。
- 1954年（昭和29年）6月1日 - 丹羽郡古知野町、布袋町、葉栗郡宮田町、草井村が合併し、江南市が発足。同時に江南市立古知野北小学校に改称する。
- 1964年（昭和39年）4月1日 - 江南市立北部中学校校区に移行。
- 1971年（昭和46年） - 新校舎（鉄筋コンクリート造3階建）が完成する。
- 1978年（昭和53年） - 南舎（鉄筋コンクリート造3階建）が完成する。
- 1980年（昭和55年） - プールが完成する。

## 通学区域
- 中般若町、般若町、勝佐町、和田町、山尻町、江森町、高屋町大松原の一部[2]。

## 進学先中学校
- 江南市立北部中学校

## 交通アクセス
- 名鉄犬山線柏森駅下車、徒歩約30分。
- 名鉄バス江南・病院線「村久野新開」バス停より徒歩約15分。
- 名鉄犬山線江南駅から81・82系統「すいとぴあ江南」行。
- 名鉄犬山線布袋駅から82系統「すいとぴあ江南」行。

## 周辺施設
- 江南市立北部中学校
- 愛知江南短期大学
- イオンモール扶桑（市境すぐ）
- 江南厚生病院
- 江南市立古知野北保育園